# Mutunópolis
Mutunópolis is een gemeente in de Braziliaanse deelstaat Goiás. De gemeente telt 4.086 inwoners (schatting 2009).